# KSOR
A KSOR a Dél-oregoni Egyetem tulajdonában álló ultrarövidhullámú közszolgálati hírrádió, a National Public Radio tagja. Az ashlandi székhelyű csatornából alakult ki a Jefferson Public Radio hálózata.
A kezdetben a Dél-oregoni Főiskola campusáról tíz wattal sugárzó adó vételkörzete mára egymillió fősre nőtt.

## Fordítás
- Ez a szócikk részben vagy egészben  a   KSOR című angol Wikipédia-szócikk ezen változatának fordításán alapul.  Az eredeti cikk szerkesztőit annak laptörténete sorolja fel. Ez a jelzés csupán a megfogalmazás eredetét és a szerzői jogokat jelzi, nem szolgál a cikkben szereplő információk forrásmegjelöléseként.